# أنتوني سانتوس
أنتوني سانتوس (5 أغسطس 1992 ببويرتو بلاتا في جمهورية الدومينيكان - ) هو لاعب كرة قدم دومينيكي في مركز الدفاع.